# 존 마이클 볼거
존 마이클 볼저(John Michael Bolger, 1956년 6월 27일 ~ )는 미국의 배우이다.
미국에서 태어났다.

## 출연 작품
- 퍼블릭 에너미 (2009년)
- 우주 전쟁 (2005년)
- 패시픽 블루 (1996년)
- 바이브레이션 (1995년)
- 칼리토 (1993년)

### 텔레비전
- 로앤오더: 범죄 전담반 (1999, 2004)